# Harold Davenport
Harold Davenport (Huncoat, 30 ottobre 1907 – Cambridge, 9 giugno 1969) è stato un matematico inglese, conosciuto per i suoi importanti contributi nella teoria dei numeri.

## Primi anni
Nato ad Huncoat, nel Lancashire, ottenne la laurea in matematica presso l'Università di Manchester nel 1927, per poi conseguire il Ph.D. al Trinity College di Cambridge sotto la supervisione di J. E. Littlewood, con un problema riguardante la distribuzione dei residui.  

## Primi passi nella ricerca
Lo studio dei residui quadratici lo portò rapidamente ad affrontare problemi che ora sono conosciuti come casi particolari di quelli sulle funzioni-zeta locali di alcune curve iperellittiche, la cui comprensione comporta importanti conseguenze proprio sulla distribuzione dei residui quadratici.
Per approfondire questa connessione, nel 1932 e 1933 si recò a Marburgo e a Gottinga, dove ebbe modo di lavorare con Helmut Hasse, un esperto della teoria dei numeri algebrica. Questa collaborazione portò alla dimostrazione della relazione di Hasse-Davenport. Inoltre, durante questo periodo Davenport entrò in contatto con Hans Heilbronn, con il quale collaborò frequentemente negli anni seguenti.

## Carriera successiva
Nel 1937 vinse un posto all'Università di Manchester ed iniziò a dedicarsi alle approssimazioni diofantee e alla geometria dei numeri. In seguito, ottenne incarichi come professore presso l'University of Wales e l'University College di Londra. Dal 1957 al 1959 fu presidente della London Mathematical Society e nel 1958 vinse una cattedra a Cambridge, dove rimase fino alla morte, avvenuta per un cancro al polmone. 

## Allievi celebri
Davenport è stato supervisore di alcuni studenti diventati poi molto noti, tra questi spiccano John Horton Conway, Alan Baker, Hugh Montgomery e l'italiano Enrico Bombieri.

## Vita privata
Nel 1944 Davenport sposò Anne Lofthouse, conosciuta alla Bangor University; ebbero due figli, Richard e James,  che attualmente è professore di tecnologia dell'informazione e della comunicazione presso l'Università di Bath.

## Premi
Nel 1966 fu insignito della Medaglia Sylvester da parte della Royal Society.

## Opere
- The Higher Arithmetic: An Introduction to the Theory of Numbers (1952)
- Analytic methods for Diophantine equations and Diophantine inequalities (1962)
- Multiplicative number theory (1967)
- The collected works of Harold Davenport (1977) in quattro volumi, curato da B. J. Birch, H. Halberstam, C. A. Rogers